# 是永駿
是永 駿（これなが しゅん、1943年9月23日 - 2024年1月27日）は、日本の文学者（中国語・中国文学）。専門は中国現代文学、なかでも茅盾、中国現代詩。
勲等は瑞宝中綬章。学位は博士（言語文化学）（大阪大学・2012年）。大阪外国語大学名誉教授、立命館アジア太平洋大学名誉教授。
鹿児島経済大学講師、大分大学経済学部助教授、大阪外国語大学外国語学部教授、大阪外国語大学附属図書館館長、大阪外国語大学学長、立命館アジア太平洋大学教授、立命館アジア太平洋大学学長、学校法人立命館副総長などを歴任した。

## 人物
福岡県生まれ。父は新聞記者で、4人兄弟の長男。文学好きで詩も書いていた父の影響で現代文学全集を読みふけり、魯迅をきっかけに中国文学を志す。大分県立大分舞鶴高等学校、大阪外国語大学中国語学科卒業、出版社勤務を経て同大学院外国語学研究科中国語学専攻修士課程修了。大学では茅盾を研究。
2012年、大阪大学より博士（言語文化学）取得。現役学長ながら自分より若い教授の面接を受けて論文博士を取った。

## 略歴
- 1966年3月 - 大阪外国語大学外国語学部中国語学科　卒業
- 1971年3月 - 大阪外国語大学大学院外国語学研究科中国語学専攻修士課程　修了
- 1971年4月 - 鹿児島経済大学助手（1973年3月まで）
- 1973年4月 - 鹿児島経済大学講師（1976年9月まで）
- 1976年10月 - 大分大学経済学部助教授（1980年3月まで）
- 1980年4月 - 大阪外国語大学外国語学部助教授（1988年12月まで）
- 1989年1月 - 大阪外国語大学外国語学部教授（中国語・中国文学）（2003年2月まで）
- 1992年3月 - カナダ（アルバータ大学）、アメリカ合衆国（イェール大学）にて在外研修（1993年1月まで）
- 1997年4月 - 大阪外国語大学大学院言語社会研究科博士前期及び後期課程担当（博士指導教授）（2003年2月まで）
- 2000年5月 - 大阪外国語大学附属図書館長（2003年2月まで）
- 2003年3月 - 大阪外国語大学長（2004年3月まで）
- 2004年4月 - 国立大学法人大阪外国語大学長（2007年9月まで）
- 2008年4月 - 立命館アジア太平洋大学特別招聘教授
立命館アジア太平洋大学孔子学院長
- 2009年4月 - 立命館アジア太平洋大学 副学長
立命館アジア太平洋大学教育開発・学修支援センター長
- 2010年1月 - 立命館アジア太平洋大学教授（2018年3月まで）
立命館アジア太平洋大学 学長（2017年12月まで）　
学校法人立命館 副総長（2017年12月まで）
- 2012年9月 - 博士（言語文化学）（大阪大学）の学位を取得
- 2024年1月27日 - 急性心筋梗塞により、大阪府枚方市の病院で死去。80歳没[6]。

## 著書
- 『芒克（マンク）詩集』（訳書） 書肆山田、1990年
- 『中国現代詩三十人集―モダニズム詩のルネッサンス』（編著） 凱風社、1992年
- 『現代中国詩集 (海外詩文庫)』（編訳書（共編）） 思潮社、1996年
- 『台湾現代詩集』（編訳書（共編）） 国書刊行会、2002年
- 『中国二〇世紀文学を学ぶ人のために』（共著） 世界思想社、2003年
- 『北島（ペイ・タオ）詩集』（訳書） 土曜美術社、1988年／書肆山田、2009年
- 『茅盾小説論―幻想と現実―』（単著） 汲古書院、2012年

## 受賞
- 第29回藤村記念歴程賞受賞（1991年）

## 叙位・叙勲
- 瑞宝中綬章受章（2019年）[7][8]